# 栃木縣
栃木縣（日语：／ Tochigi ken */?），舊稱橡木縣、杤木縣，是位於日本關東地方北部的一個內陸縣。東面連接茨城縣、西面為群馬縣、南面為埼玉縣、北面則接鄰福島縣。縣政府所在地為宇都宮市。「栃」在日語的意思即是日本七葉樹。
栃木縣與群馬縣的地域在古代為「毛野國」的一部份。仁德天皇時，以地理上的上下分為「上毛野國」和「下毛野國」。此兩國於奈良時代改稱「上野國」及「下野國」，即現時群馬縣及栃木縣。

## 關於“栃”字
有研究指中文「櫔」與日文指同一類樹木，若「萬」簡化為「万」，則兩字形體便幾乎相同，雖然右上方是一撇，「櫔」右上方是一橫，但「櫔」在字形和字義上還是較接近。漢語林指「万」爲「萬」簡體而於字解説欄引用「歸」而註「キレイ」，即從「厲」音及其音讀音（レイ）。日本姓氏語源辭典亦列爲「櫔」異體字。「と」、「ち」分別爲「十」、「千」訓讀音，而十千即萬，即「とち」爲「萬」訓讀（普通日文詞典「萬」無「とち」訓讀音，但漢語林「杤」項解説欄註「萬」讀「とち」，全譯漢辭海第三版列「𣜜」爲、異體字，而《廣辭苑》載「とち」爲「十千」訓讀音而訓一萬）。漢語林更列「杤」字以係「万」加木徧而成。有本字論據忽略字形演變史，誤判對應字爲「槴」、「梔」、「朸」、「枋」、「櫪」。古壯字字典有列「𣜜」字但解作磨。然而，日本早期書籍多作「⿰木厉」，如《大漢和辭典》中字形右側即从「厂」之「厉」。昭和中期以後字形逐漸从「𠂆」，與「厂」相區別。歷史上也曾有「『⿰木⿸厂丂』木」的表記。故或是日本將見於《山海經·中山經》中的「櫔」之俗寫體「⿰木厉」賦名無患子科植物日本七葉樹，即或直接源自。

## 地理
栃木縣位於關東地方北部，面積約6,408.28平方公里，在日本全國排名第20位，是關東最大的一個縣，2012年總人口 1,994,199人。栃木縣東西距離約84公里、南北距離約98公里。縣都宇都宮市距離東京約100公里、從東京站乘搭東北新幹線至宇都宮市約需50分鐘、也是北關東最高人口地區。縣內的日光市為日本著名的觀光勝地。

## 行政区划
- 宇都宫市（县厅所在地、中核市）
- 足利市
- 栃木市
- 佐野市
- 鹿沼市
- 日光市
- 小山市
- 真冈市
- 大田原市
- 矢板市
- 那须盐原市
- 樱市
- 那须乌山市

- 下野市

- 河内郡
  - 上三川町

- 芳贺郡
  - 益子町
  - 茂木町
  - 市贝町
  - 芳贺町

- 下都贺郡
  - 壬生町
  - 野木町

- 盐谷郡
  - 盐谷町
  - 高根泽町
- 那须郡
  - 那须町
  - 那珂川町

## 著名地點
- 日光的神社與寺院（聯合國世界遺產）
  - 日光東照宮
  - 輪王寺
  - 日光二荒山神社
- 帝釋山地
- 足尾山地
- 那珂川
- 鬼怒川
- 渡良瀬川
- 日光國立公園

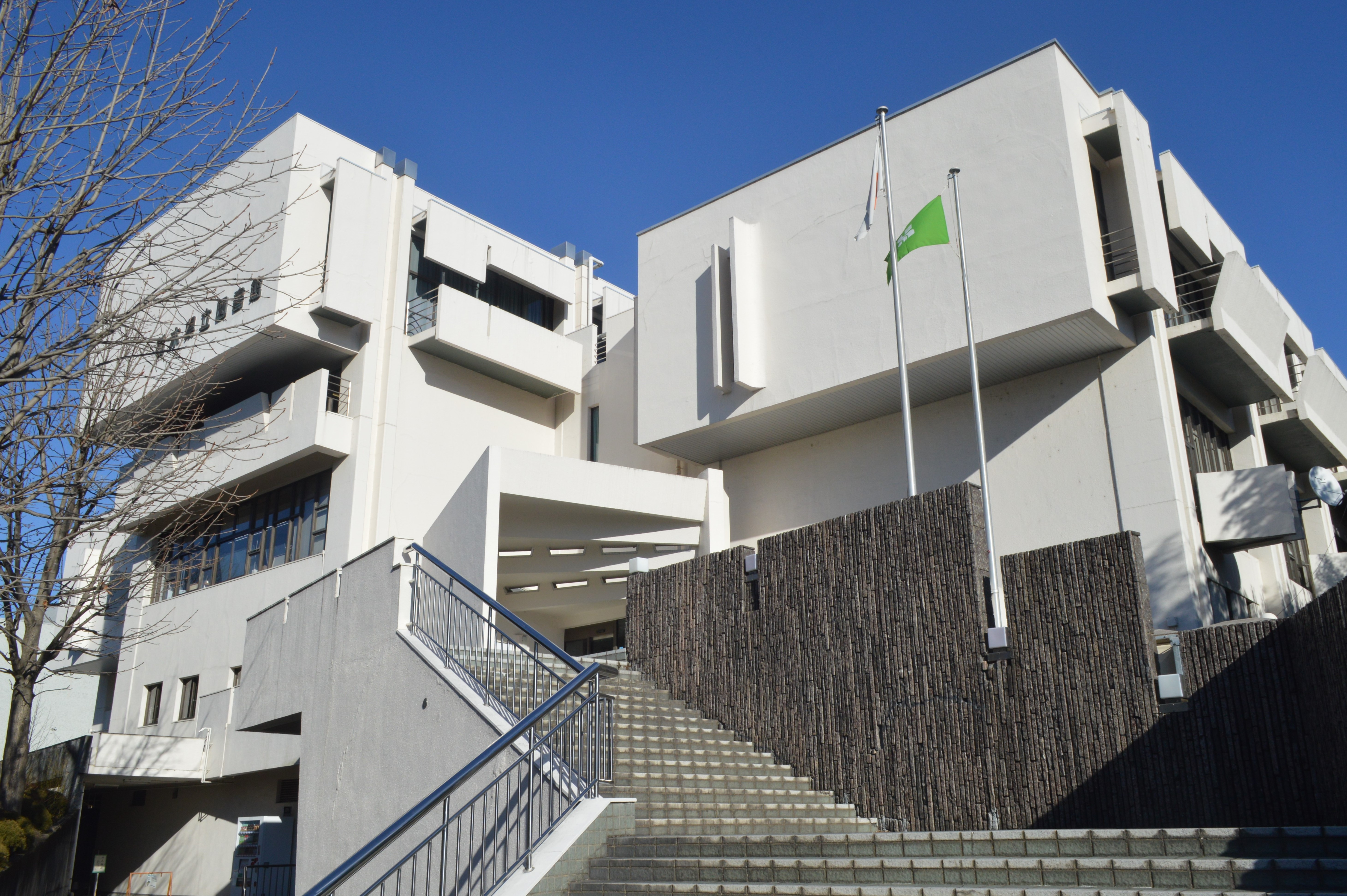
栃木縣立圖書館
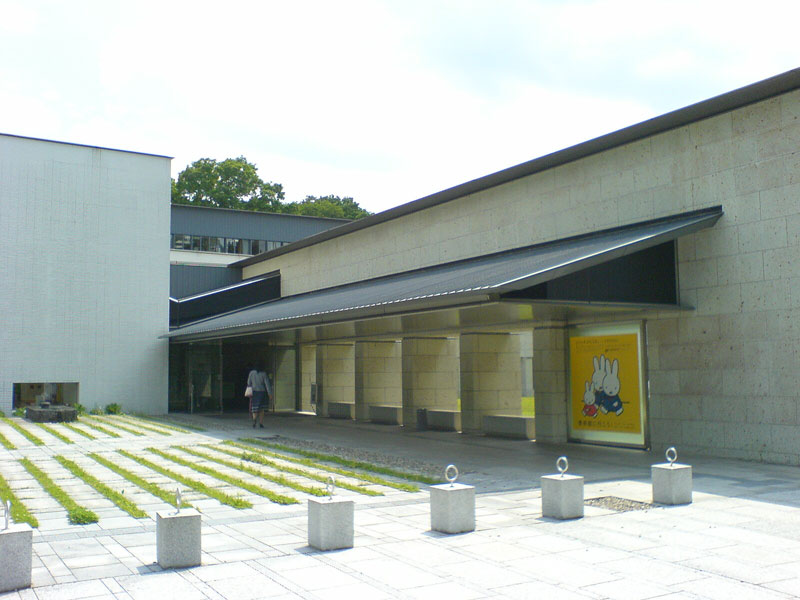
栃木日本藝術博物館
藏街美術館
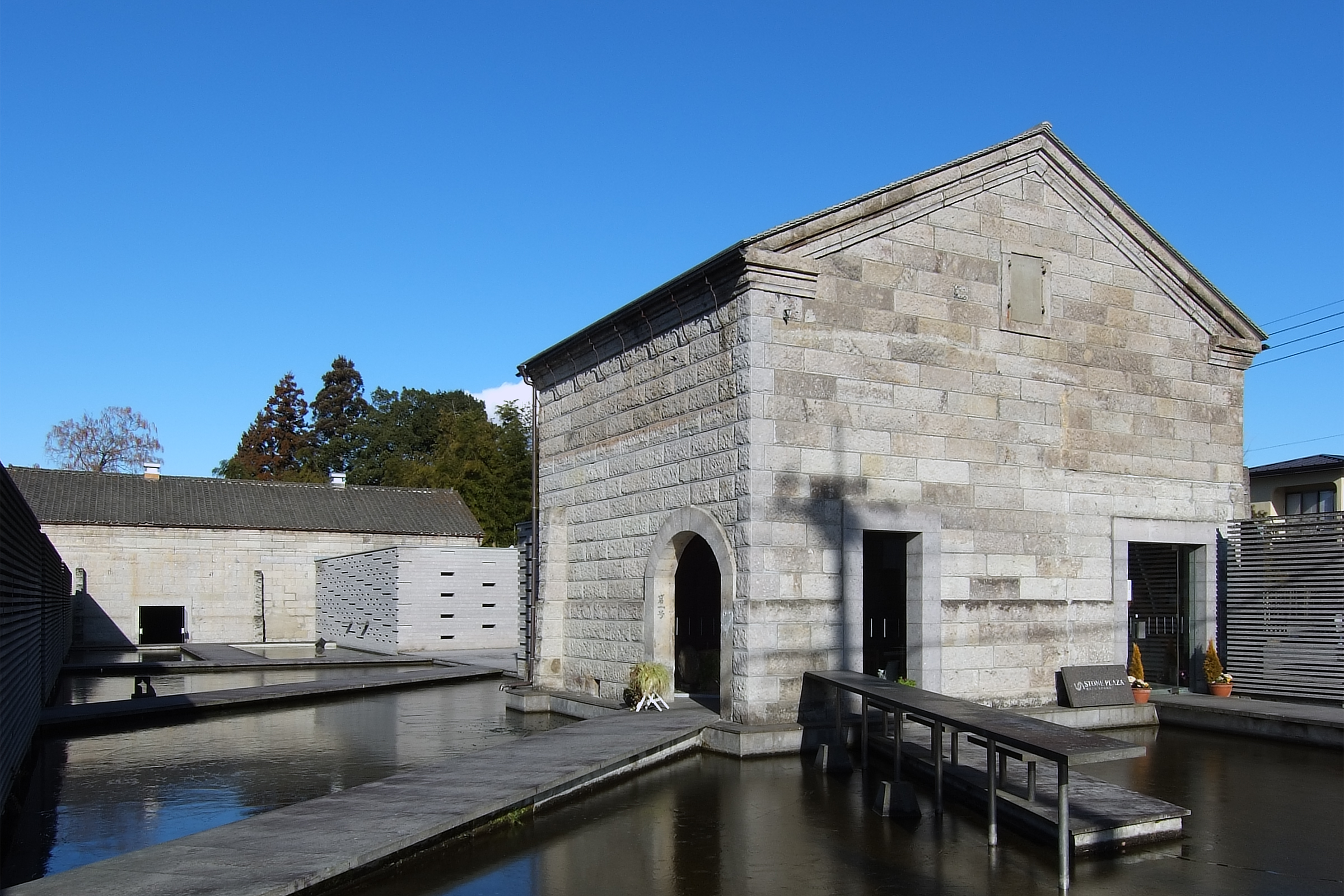
石頭美術館
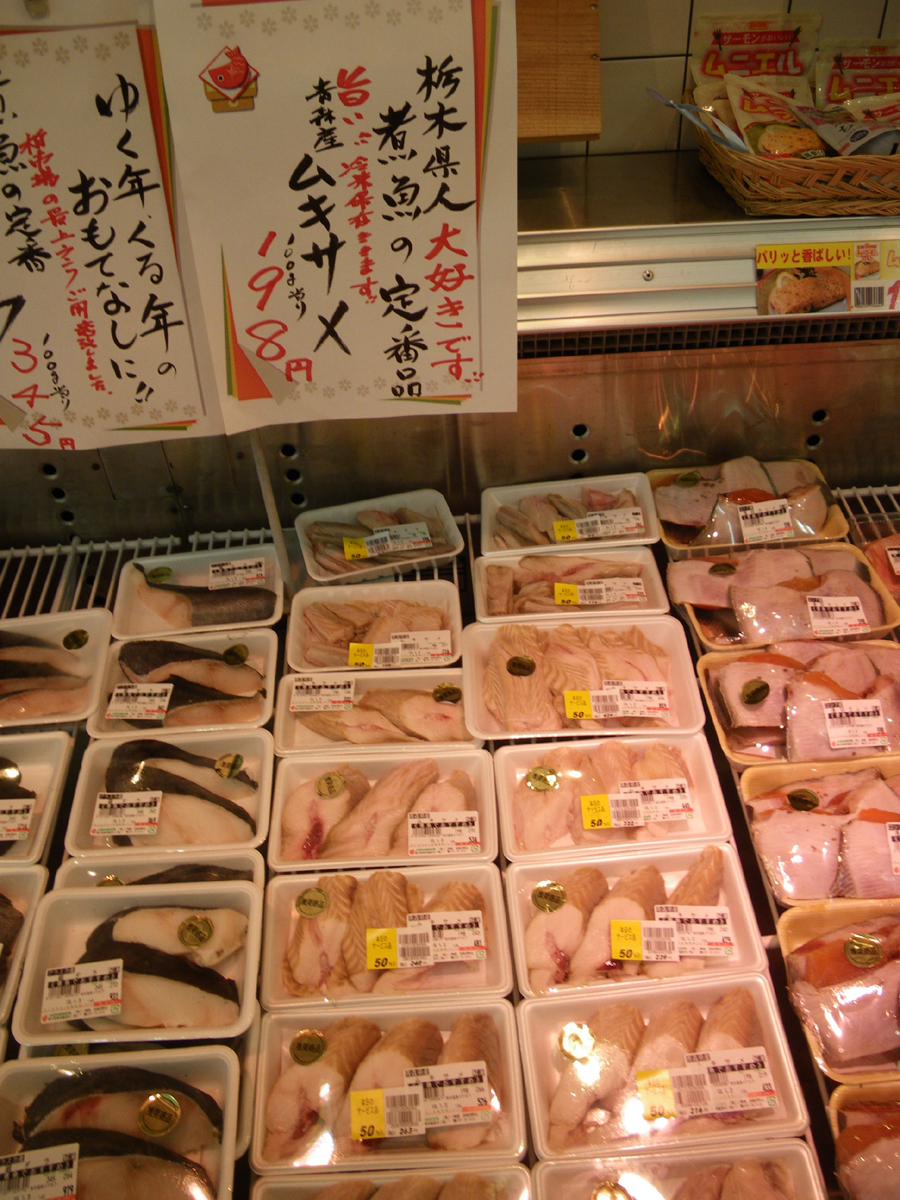
栃木煮魚
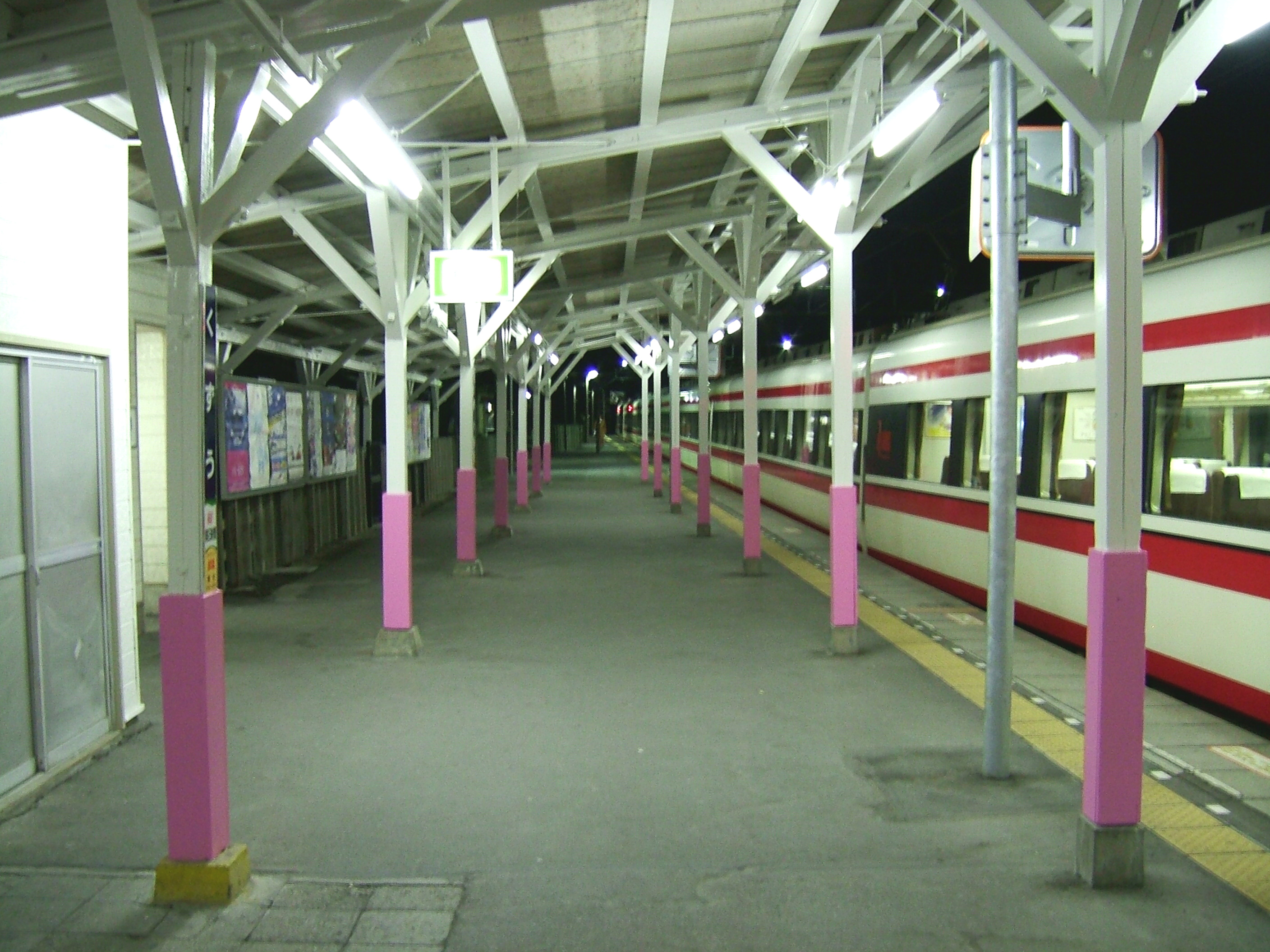
葛生車站
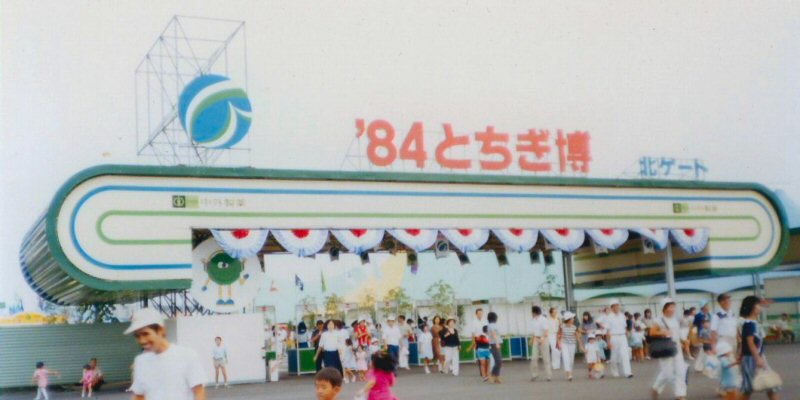
1984栃木博
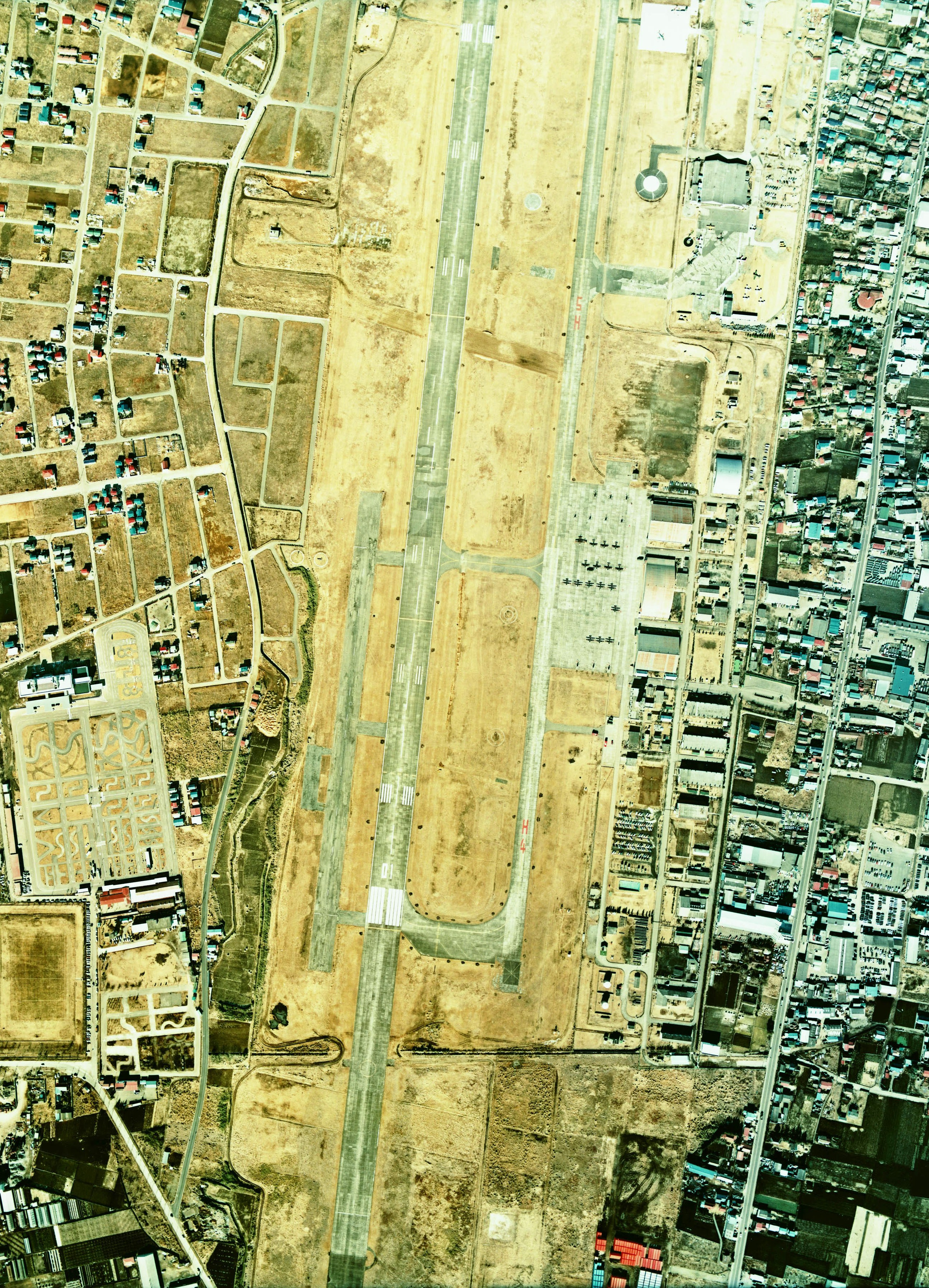
宇都宮機場
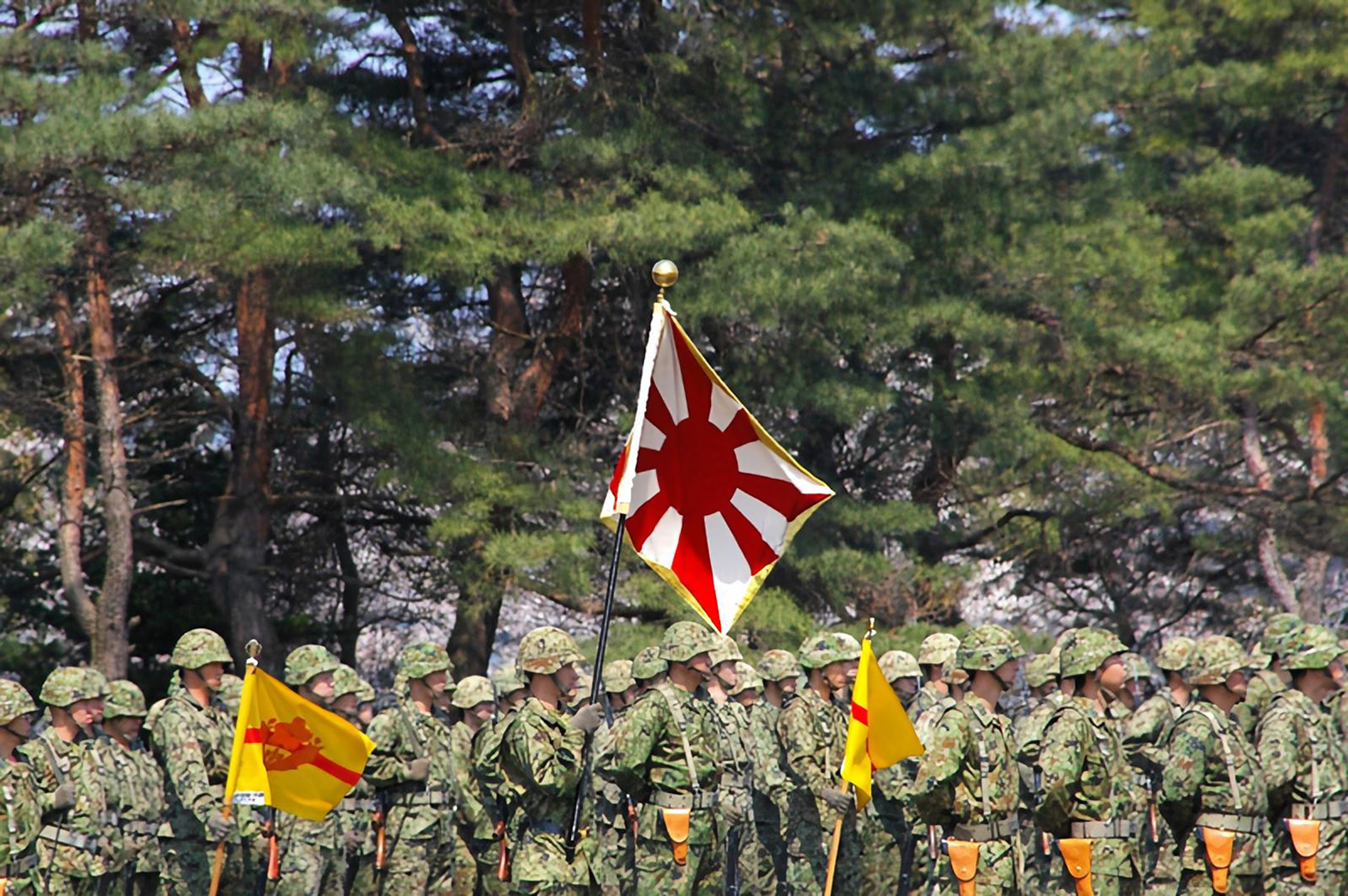
宇都宮陸軍基地
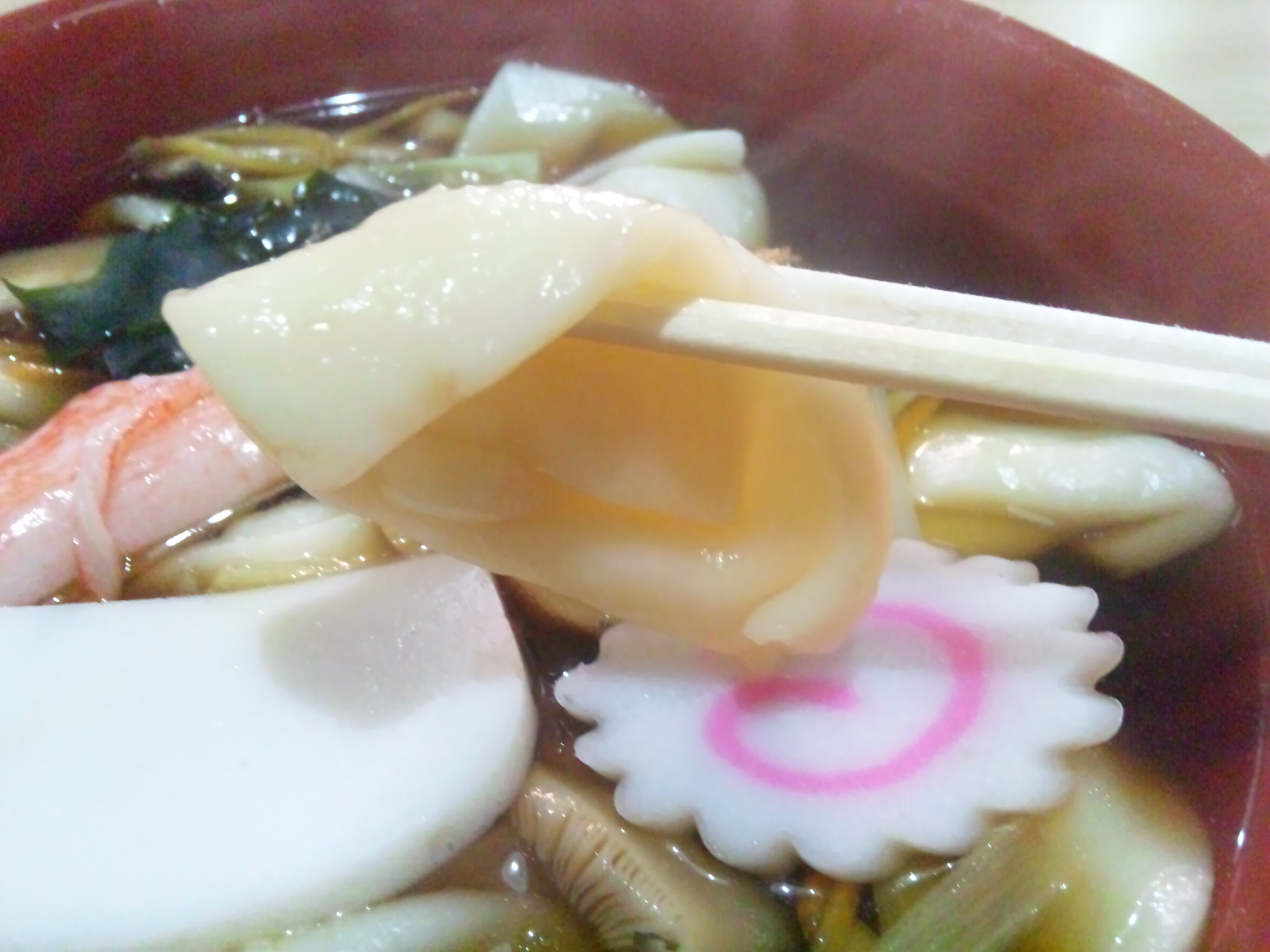
栃木麵耳

## 特產
| 水果、蔬菜     | 水果、蔬菜                                                       |
| -------------- | ---------------------------------------------------------------- |
| 草莓           | 全國都道府縣收穫量第1位(2004年度)。                              |
| 乾瓢           | 葫蘆乾燥食品。                                                   |
| 魚類、海產     |                                                                  |
| 香魚           | 鬼怒川、那珂川。                                                 |
| 肉類、乳製品   |                                                                  |
| 和牛           | 小山和牛（おやま和牛，小山市）。                                           |
| 鄉土料理       |                                                                  |
| 佐野拉麵       | 佐野市。                                                         |
| 餃子           | 宇都宮。                                                         |
|                | 香魚的發酵壽司。                                                 |
| 蕎麥麵         | 蕎麥的產地有：（佐野市田沼町）、馬頭蕎麥麵（那須郡那珂川町）等。 |
| 工藝品、民藝品 |                                                                  |
| 益子燒         | 國家指定的傳統工藝品。                                           |
| 結城紬         | 國家指定的傳統工藝品。                                           |
| 參考資料：     |                                                                  |

## 註
1. ↑  普遍認為是和製漢字，故沒有對應中文字。詳見下方段落。

## 外部連結
- 栃木縣官方網站 （页面存档备份，存于）
- 栃木縣观光物产协会 （页面存档备份，存于）